# 本間るい
本間 るい（ほんま るい、1998年3月8日 - ）は、日本の元子役。埼玉県出身。元ファイブエイト所属。
趣味は、ものまね。特技は、タップダンス。

## 出演

### TV
- NHK松江開局75周年記念ドラマ 先生の秘密（2007年、NHK） - 木村奈々 役
- ハチワンダイバー（2008年、フジテレビ） - 六車里花の少女時代 役
- 夢の見つけ方教えたる!2（2010年、フジテレビ） - 井出さわ子 役

### 映画
- 人工呼吸2（長澤雅彦監督、2004年）
- 天然コケッコー（山下敦弘監督、2007年） - 田浦カツ代 役

### Vシネマ
- 血涙の代紋〜終わらないクリスマス（2006年）